# Bangura bags
Bangura Bags er en dansk virksomhed, der sælger og distribuerer håndlavede tasker fra Sierra Leone. De har kontor og postadresse i København, og deres produkter sælges online eller i ganske få fysiske butikker i Københavnsområdet.
Taskerne fremstilles fra brugte cykelslanger, der rengøres og klargøres til genbrug, hvorefter de produceres til tasker på gamle Singer-symaskiner. Overskuddet fra produktionen går til det lokale børnehospital i Sierra Leone, Masanga Hospital.
Virksomheden ligger lokalt i Sierra Leone og giver arbejde til en håndfuld mennesker. I 2011 blev Bangura Bags certificeret, som en dansk Fair Trade virksomhed.